# Presentació al Temple (Mantegna)
La Presentació al Temple és una pintura al tremp sobre taula (68,9 × 86,3 cm), realitzada pel pintor italià renaixentista Andrea Mantegna, que data aproximadament de l'any 1455 i es troba en la Gemäldegalerie de Berlín.

## Història
L'obra és de data incerta, però es col·loca en l'activitat de la joventut de l'artista a Pàdua. Les hipòtesis varien entre el 1453, any del matrimoni d'Andrea Mantegna amb Nicolosia Bellini, germana de Giovanni Bellini, i el 1460, l'any del seu trasllat amb la seva família a Màntua. La Presentació al Temple realitzada pel seu cunyat Giovannni Bellini datada circa de 1460, es deriva d'una còpia de l'obra de Mantegna. La relació que tots dos mantenien era molt bona, per la qual cosa es creu que no hi havia cap confrontació, potser era amb esdeveniments familiars i la realització d'alguns dels personatges com a retrats d'ambdues famílies.

## Descripció
L'escena es desenvolupa dintre d'un marc de marbre simulat, sobre el que es recolzen els personatges, la creació d'un filtre entre l'espai real i el pintat es passa enganyosament. El coixí sobre la qual descansen els peus del nen sembla «sortir» de la pintura mateixa.
En primer pla, Maria sosté en els seus braços l'infant Jesús, mentre que un sacerdot ancià barbut –l'ancià Simeó– està prop seu. En el centre, quasi en les ombres, apareix Josep com un retrat frontal. Totss aquests quatre personatges tenen una sagrada aurèola. Al segon pla hi ha dos personatges als costats sense halo, que han estat identificats com l'autoretrat de l'artista Mantegna i el retrat de la seva esposa, Nicolosia Bellini.
La composició sembla la transposició pictòrica d'un baix relleu, amb un esquema de reducció de color que fa que els personatges semblen escultures sòlides. Les figures, malgrat el reduït espai, solament es toquen i semblen aïllades en la seva dignitat superior.
´